# Trachyschistis hians
Trachyschistis hians är en fjärilsart som beskrevs av Edward Meyrick 1921. Trachyschistis hians ingår i släktet Trachyschistis och familjen vecklare. Inga underarter finns listade i Catalogue of Life.